# Box-office France 1944
Cet article traite du box-office de 1944 en France. 
La fréquentation cinématographique en 1944 était de 245,4 millions de spectateurs, elle était de 304,5 millions d'entrées un an plus tôt.
La guerre de Libération a fait baisser le nombre de spectateurs mais le chiffre reste pourtant beaucoup plus élevé qu'en 1992, qui est la fréquentation la plus basse à ce jour ; 116 millions de billets vendus.
En mai 2009, le CNC annonce que le film d'animation Blanche-Neige et les Sept Nains a fait 4 437 164 entrées, lors de sa première ressortie au cinéma en France, en 1944.